# Microcebus lehilahytsara
Microcebus lehilahytsara  (лат.) — вид мышиных лемуров. Английское название (Goodman mouse lemur) было дано в честь американского приматолога Стивена Гудмана. Видовое название «lehilahytsara» также переводится с малагасийского языка как «хороший человек». Описание вида было опубликовано в августе 2005 года.

## Описание
Шерсть короткая, густая, светлого красно-коричневого оттенка. На спине, голове и хвосте рыжеватая, на нижней части тела светло-кремовая. По переносице проходит белая полоса. Уши маленькие, круглые. Хвост длинный, может использоваться для хранения излишков жира. Длина тела от 90 до 92 мм, вес от 30 до 64 грамм.

## Распространение
Встречаются в регионе Андасибе (Andasibe) и его окрестностях в провинции Туамасина на северо-востоке Мадагаскара.

## Поведение
Ночные древесные животные. В рационе в основном фрукты и мелкие беспозвоночные. Как и остальные мышиные лемуры, половой зрелости достигает примерно в годовалом возрасте. Беременность длится от двух до трёх месяцев. Самки приносят потомство от двух до четырёх раз в год. Продолжительность жизни в дикой природе составляет около 5 лет.